# Trylle og tøjdyrene 1 - den gyldne ring
|  | Denne artikel er oprettet af botten PalnaBot ud fra en ekstern database. Den kan derfor have sproglige fejl eller mangler. Denne skabelon kan fjernes efter kontrol af indholdet. |

Trylle og tøjdyrene 1 - den gyldne ring er en børnefilm instrueret af Jannik Hastrup efter eget manuskript.

## Handling
Trylles mor bliver vred, når hun leger med hendes ting. Og nu er den gyldne ring blevet væk! Trylle skal finde den - ellers bliver der ingen aftensmad! Sammen med sine tøjdyr flygter hun i fantasilegen og sejler på en tømmerflåde ud i den store verden. Røde Mors sørøvere er efter vennerne, men de slipper væk om natten og lander på en skatteø.